# Vilosidade coriônica
As Vilosidades Coriônicas são projeções formadas através das proliferações do trofoblasto, e possuem capilares, crescem rapidamente e auxilia na troca de nutrientes entre a circulação embrionária e materna. Forma-se nesta época, uma placenta primária, além da cavidade amniótica e do saco vitelino.